# Heron Tower
Der Heron Tower (auch bekannt als 110 Bishopsgate) ist ein Wolkenkratzer in London. Mit einer Höhe von 202 Metern (inklusive Mast 230 Meter) ist er das vierthöchste Gebäude in London nach The Shard, One Canada Square und 122 Leadenhall Street sowie das höchste Gebäude in der City of London. Der Bau des Hochhauses begann 2008 und wurde Anfang 2011 abgeschlossen.
Der Bauherr Heron International plante zunächst ein Hochhaus mit 183 Metern Höhe. Nach der Vorstellung der Pläne des Architekturbüros Kohn Pedersen Fox regte sich jedoch Widerstand in der Bevölkerung, da der Turm von der Waterloo Bridge aus gesehen sehr nah an St Paul’s Cathedral heranrücken würde. Eine öffentliche Untersuchung unter der Leitung des stellvertretenden Premierministers John Prescott entschied schließlich zugunsten des Bauherrn, im Juli 2002 wurden die Baupläne abgesegnet.
2005 legte Heron International überarbeitete Pläne für das Hochhaus vor, die eine Höhe von 202 bzw. 230 Meter vorsahen. Im Januar 2006 wurden die neuen Pläne von der City of London Corporation genehmigt. Im April 2008 wurde mit dem Bau begonnen.

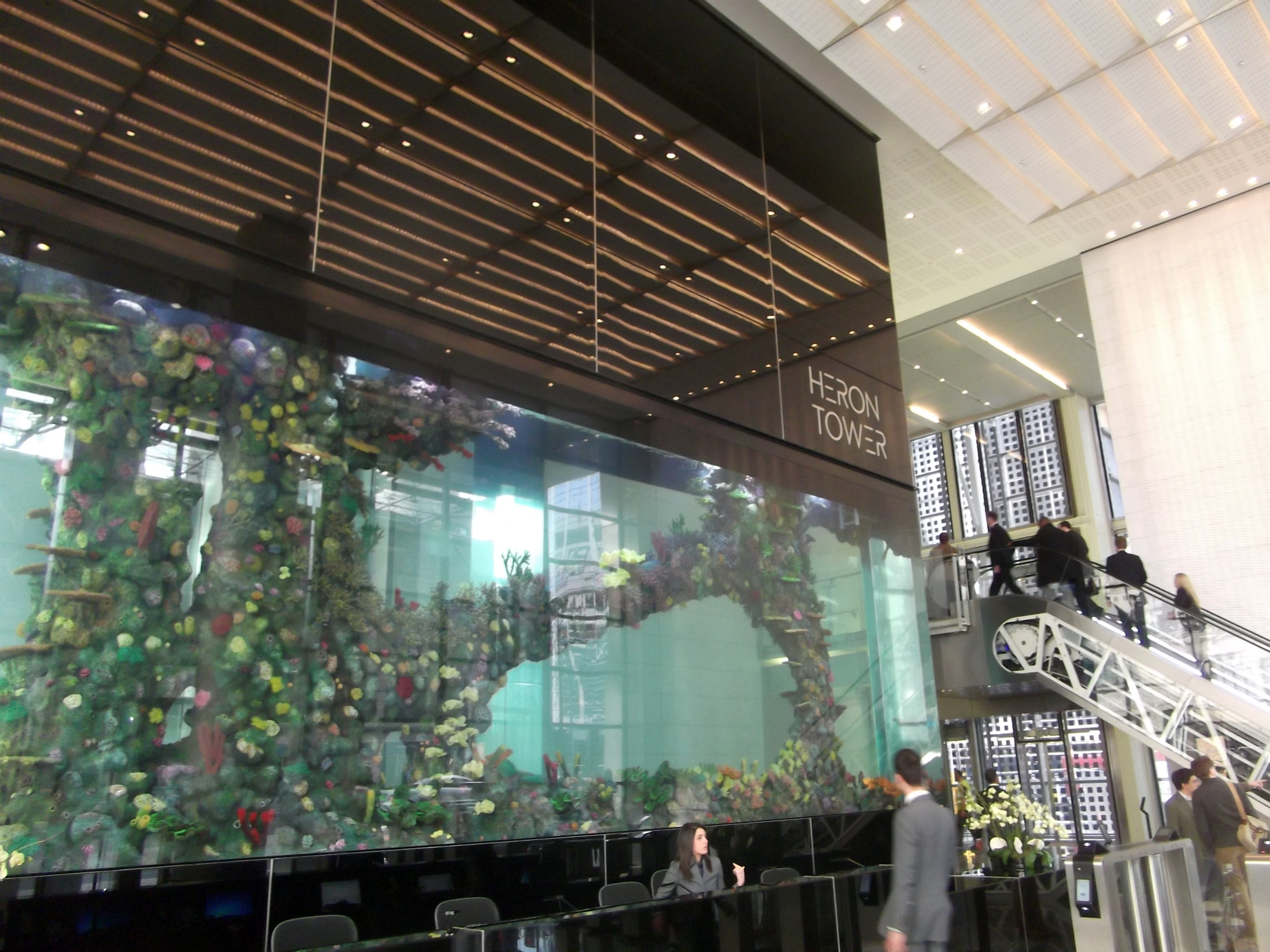
Das 70.000-Liter Aquarium im Eingangs- und Empfangsbereich.

## Aquarium
Der Eingangs- und Empfangsbereich im Concierge-Stil enthält ein 70.000-Liter-Aquarium mit rund 1.200 Fischen. Das Aquarium ist das größte Exemplar in Privatbesitz in Großbritannien und enthält über 60 Fischarten in einem vollständig nachhaltigen Ökosystem. Die Arten wurden von erfahrenen Biologen und Tierkuratoren ausgewählt, um Kompatibilität und Anpassungsfähigkeit an die Umwelt zu gewährleisten. Der Tank wird von einem Team von zwei hauptberuflichen Fischbegleitern betreut, die die Fische je nach Bedarf mit einer an natürlichen Inhaltsstoffen reichen Diät füttern und den Tank auf Wasserchemie und Fischgesundheit überwachen, sowie von zwei bis drei Teilzeittauchern, die die Dekoration und das Glas regelmäßig reinigen.